# Jan Modrzakowski
Jan Modrzakowski (ur. 2 października 1938, zm. 20 lutego 2016 w Bystrej) – polski bokser.
Był zawodnikiem Bielsko-Bialskiego Towarzystwa Sportowego (BBTS). W 1964 roku został srebrnym medalistą Mistrzostw Polski w Boksie rozgrywanych w Bydgoszczy przegrywając w walce finałowej z Jerzym Kulejem (waga lekkopółśrednia). Zmarł 20 lutego 2016 w szpitalu w Bystrej, spoczywa na Cmentarzu Komunalnym w Kamienicy przy ul. Karpackiej.